# Kjællinghøl-broen
Kjællinghølbroen er en bro over Gudenå ved Kjællinghøl.
Ved Kjællinghøl udgør Gudenåen grænsen mellem Viborg Kommune og Favrskov Kommune, og broen rækker over denne grænse med fæste på et areal tilhørende Naturstyrelsen Kronjylland på den nordlige Viborg-side, hvor der er oprettet en teltplads til kano-folket, og et privatejet areal på den sydlige Favrskov-side.
Broen er en del af et stisystem mellem Bjerringbro og Kjællinghøl-området, denne sti inddrager også Trækstien, der blev brugt til pramfarten på Gudenåen.

## Træbroen
Ideen til broen kom frem omkring 2003 i forbindelse med den daværende Bjerringbro Kommunes Gudenå-projekt. Der blev i 2005 lavet et skitseforslag til en træbro i rundtømmer, med et frit spænd over åen. Den endelige bro lignede meget det oprindelige forslag. I marts 2011 godkendte Viborg Byråd det endelige projekt, og anlægsarbejdet startede den 8. august 2011. Selve broen blev samlet på nordsiden af Gudenå og hovedkonstruktionen blev løftet på plads 24. august 2011 med en stor mobilkran. Derefter blev der monteret rækværk, dæk og ramper udført i oversøisk hårdttræ. Den var Danmarks længste bro udført i rundtømmer og havde et frit spænd på 35 meter.
Udførelsen af broen blev gennemført ved entreprenørfirmaet Wood-ways.com i et samarbejde mellem Naturstyrelsen Kronjylland, Favrskov Kommune og Viborg Kommune med Viborg Kommune som bygherre. Broen blev færdigbygget i oktober 2011. Alt anvendt træ var fra bæredygtigt skovbrug med bærende dele i douglas-rundtømmer fra Borridsø Skov i Midtjylland. Det var anslået at den kunne holde i 20 år, men efter blot 7 år var den så rådden, at den stod til nedrivning.
Broen var præget af problemer helt fra åbningen. Fra midten af september 2016 til slutningen af november 2016 var broen spærret for færdsel, fordi der var opstået en alvorlig skade på en af de primære bærende træstammer. Den 19. december 2018 blev der spærret for både færdsel på broen og for sejlads under broen pga. råd i konstruktionen og fare for sammenstyrtning. I april 2019 blev det atter muligt at sejle under broen, mens færdsel over broen fortsat ikke var muligt. I weekenden 7-8. december 2019 styrtede broen sammen og faldt i Gudenåen.

## Stålbroen
Et år efter den gamle bro styrtede sammen, den 18. december 2020 - blev en ny stålbro indviet. Selve brospændet er en 39 meter lang og 13,5 tons tung stålkonstruktion, der i løbet af en enkelt dag - 2. december 2020 - blev løftet på plads af en stor mobilkran. Derefter blev trapper og ramper installeret. Belægningen på broen er azobé-træ. Den nye bro er beregnet til at holde i 100 år.